# Roeslerstammia pronubella
Roeslerstammia pronubella är en fjärilsart som beskrevs av Ignaz Schiffermüller 1776. Roeslerstammia pronubella ingår i släktet Roeslerstammia och familjen bronsmalar. Inga underarter finns listade.